# Hans Eder (Politiker)

Hans Eder

Johann „Hans“ Eder (auch Johann Ederer, Hans Ederer) (* 26. November 1880 in Cham; † 17. September 1966 ebenda) war ein deutscher Politiker (BBB; CSU).

## Leben und Wirken
Johann Eder wurde als Sohn eines Landwirtes geboren. Nach dem Besuch der Volksschule und der Realschule, die er nach zwei Jahren verließ, absolvierte er eine Schneiderlehre. Nach dem Besuch der Fortbildungsschule in Cham übernahm er die Landwirtschaft seines Vaters in Cham in der Oberpfalz.
Nach dem Ersten Weltkrieg begann Eder sich politisch im Bayerischen Bauernbund (BBB) zu engagieren. Als Verbandsfunktionär übernahm er den Vorsitz über die Bezirksbauernkammer in Cham. 1929 wurde er zudem Mitglied des Vorstandes des Chamer Heimatzeitungs-Vereins und ehrenamtlicher Redakteur desselben. Für den BBB gehörte Eder von Mai 1928 bis Juli 1932 dem Reichstag als Abgeordneter für den Wahlkreis 25 (Niederbayern) an.
Nach dem Zweiten Weltkrieg begann Eder sich erneut politisch zu betätigen. 1948 trat er in die CSU ein. Für diese gehörte er von 1946 bis 1954 dem Bayerischen Landtag an.